# إي سي كولمان
إي سي كولمان (بالإنجليزية: E. C. Coleman)‏ مواليد 25 سبتمبر 1950 في فلورا، هو لاعب كرة سلة أمريكي سابق. بدأ مسيرته الاحترافية في سنة 1973. تم اختياره من قبل فريق هيوستن روكتس خلال الدرافت. يبلغ طوله 6 قدم 8 بوصة (2.0 م). اعتزل اللعب في 1978. أحرز خلال مسيرته في الإن بي إيه 2553 نقطة بمعدل 7.2 نقاط في المباراة الواحدة.

## المسيرة الاحترافية
لعب مع هيوستن روكتس في موسم 1973–1974، ثم لعب مع يوتا جاز من سنة 1974 إلى 1977، ثم لعب مع غولدن ستايت ووريورز في موسم 1977–1978، ثم لعب مع هيوستن روكتس في سنة 1978.

## روابط خارجية
- إي سي كولمان على موقع إن بي أي (الإنجليزية)
- إي سي كولمان على موقع سبورتس رفرنس (الإنجليزية)
- إي سي كولمان على موقع كلية كرة السلة في سبورتس رفرنس.كوم (الإنجليزية)
- إي سي كولمان على موقع ريلجم (الإنجليزية)
- إي سي كولمان على موقع بروبوليرز (الإنجليزية)